# イブ6プラス
『イブ6プラス』（イブろくプラス）は、とちぎテレビで2019年4月1日から平日夕方に放送しているローカルワイド番組・報道番組。

## 概要
前番組である『イブニング6Plus』の放送終了後、2019年4月1日から放送を開始した。2019年でとちぎテレビが開局20周年を迎えたことにより、各曜日にタレントをゲストとして迎えるなど番組内容をリニューアルしている。また、金曜のみ15分放送枠を拡大した。
番組のコンセプトは「あなたの生活をプラスに彩る総合情報番組」であり、栃木の今を感じられる様々な「プラス」な情報を県内ニュースや天気予報を交えながら届けるとしている。

## 出演者

### 現在の出演者
| 月曜日 | 火曜日                                                                         | 水曜日                               | 木曜日                                                     | 金曜日                                                                      |
| MC | MC                                                                             | MC                                   | MC                                                         | MC                                                                          |
| --- | ------------------------------------------------------------------------------ | ------------------------------------ | ---------------------------------------------------------- | --------------------------------------------------------------------------- |
| 永井塁 | だいじ（だいまじん）                                                           | だいじ（だいまじん）                 | だいじ（だいまじん）                                       | 永井塁                                                                      |
| 松村優花（とちぎテレビアナウンサー） | 松村優花（とちぎテレビアナウンサー）                                           | 松村優花（とちぎテレビアナウンサー） | 元田芳                                                     | 元田芳                                                                      |
| レギュラーゲスト |                                                                                |                                      |                                                            |                                                                             |
| ザ・たっち | 鈴木大河（IMPACTors / ジャニーズJr.）※2023年3月28日をもって卒業。(2022~2023年) |                                      | ベリー大坪（栃木県住みます芸人）                           | 和田優希(Special / ジャニーズJr.)                                           |
| 不定期レギュラーゲスト |                                                                                |                                      |                                                            |                                                                             |
| |                                                                                | 光永 しゅんしゅんクリニックP         | キャプテン☆うっちゃる 高津戸信幸（MAGIC OF LiFE） えりのあ | YUKA（BREXYディレクター） ちとせ 根本泰昌 山口あや 鈴木章弘（宇都宮餃子会） |
| ニュース・コーナー・中継 |                                                                                |                                      |                                                            |                                                                             |
| 飯島誠（とちぎテレビアナウンサー） 江口実玖（とちぎテレビアナウンサー） 具嶋柚月（とちぎテレビアナウンサー） 光永 しゅんしゅんクリニックP 小池祥絵 ベリー大坪 |                                                                                |                                      |                                                            |                                                                             |
| 気象予報 |                                                                                |                                      |                                                            |                                                                             |
| 海老原美代子 | 田崎麻友美                                                                     | 田崎麻友美                           | 海老原美代子                                               | 海老原美代子                                                                |

### 2020 - 2021年度の出演者
| 月曜日                             | 火曜日                                       | 水曜日                             | 木曜日                                                                           | 金曜日                                                                             |
| メインキャスター                   | メインキャスター                             | メインキャスター                   | メインキャスター                                                                 | メインキャスター                                                                   |
| ---------------------------------- | -------------------------------------------- | ---------------------------------- | -------------------------------------------------------------------------------- | ---------------------------------------------------------------------------------- |
| 永井塁                             | だいじ（だいまじん）                         | だいじ（だいまじん）               | だいじ（だいまじん）                                                             | 岡田眞善                                                                           |
| アシスタント                       |                                              |                                    |                                                                                  |                                                                                    |
| 元田芳（とちぎテレビアナウンサー） | 元田芳（とちぎテレビアナウンサー）           | 元田芳（とちぎテレビアナウンサー） | 坂上未樹                                                                         | 佐藤美樹                                                                           |
| 曜日レギュラー                     |                                              |                                    |                                                                                  |                                                                                    |
| ザ・たっち                         | 七五三掛龍也（Travis Japan / ジャニーズJr.） |                                    | ベリー大坪（栃木県住みます芸人）                                                 |                                                                                    |
| 不定期曜日レギュラー               |                                              |                                    |                                                                                  |                                                                                    |
|                                    |                                              | 光永 エハラマサヒロ                | 若杉厚仁 キャプテン☆うっちゃる 高津戸信幸（MAGIC OF LiFE） えりのあ（第4木曜日） | 山口あや（第1金曜日） サトウヒロコ おばたのお兄さん しゅんしゅんクリニックP ちとせ |
| コーナーレギュラー                 |                                              |                                    |                                                                                  |                                                                                    |
| 野澤朋代                           | 小池祥絵                                     |                                    | 入江尚美                                                                         |                                                                                    |
| 中継担当                           |                                              |                                    |                                                                                  |                                                                                    |
|                                    |                                              | ベリー大坪                         |                                                                                  | 週代わり                                                                           |
| ニュース                           |                                              |                                    |                                                                                  |                                                                                    |
| 高橋映（とちぎテレビアナウンサー） | 藤田真奈（とちぎテレビアナウンサー）         | 飯島誠（とちぎテレビアナウンサー） | 高橋映（とちぎテレビアナウンサー)                                                | 高橋映（とちぎテレビアナウンサー)                                                  |
| 天気予報                           |                                              |                                    |                                                                                  |                                                                                    |
| 海老原美代子                       | 坐間妙子                                     | 坐間妙子                           | 海老原美代子                                                                     | 海老原美代子                                                                       |

### 2019年度の出演者
| 月曜日                             | 火曜日                               | 水曜日                                                     | 木曜日                            | 金曜日                                                |
| メインキャスター                   | メインキャスター                     | メインキャスター                                           | メインキャスター                  | メインキャスター                                      |
| ---------------------------------- | ------------------------------------ | ---------------------------------------------------------- | --------------------------------- | ----------------------------------------------------- |
| 永井塁                             | だいじ（だいまじん）                 | だいじ（だいまじん）                                       | だいじ（だいまじん）              | 岡田眞善                                              |
| アシスタント                       |                                      |                                                            |                                   |                                                       |
| 元田芳（とちぎテレビアナウンサー） | 元田芳（とちぎテレビアナウンサー）   | 元田芳（とちぎテレビアナウンサー）                         | 佐藤美樹                          | 佐藤美樹                                              |
| 曜日レギュラー                     |                                      |                                                            |                                   |                                                       |
| ザ・たっち                         |                                      |                                                            | ベリー大坪                        |                                                       |
| ゲスト                             |                                      |                                                            |                                   |                                                       |
|                                    | 七五三掛龍也 エハラマサヒロ          | 若杉厚仁 キャプテン☆うっちゃる 高津戸信幸（MAGIC OF LiFE） | サトウヒロコ えりのあ             | 光永（第1・3・5金曜日） 鬼越トマホーク(第2・4金曜日） |
| コーナーレギュラー                 |                                      |                                                            |                                   |                                                       |
| 野澤朋代                           | 小池祥絵                             |                                                            | 入江尚美                          |                                                       |
| 中継担当                           |                                      |                                                            |                                   |                                                       |
|                                    |                                      | ベリー大坪                                                 |                                   | 週代わり                                              |
| ニュース                           |                                      |                                                            |                                   |                                                       |
| 高橋映（とちぎテレビアナウンサー） | 藤田真奈（とちぎテレビアナウンサー） | 飯島誠（とちぎテレビアナウンサー）                         | 高橋映（とちぎテレビアナウンサー) | 高橋映（とちぎテレビアナウンサー)                     |
| 天気予報                           |                                      |                                                            |                                   |                                                       |
| 田代大輔                           | 神谷亜弓                             | 神谷亜弓                                                   | 神谷亜弓                          | 田代大輔                                              |

## 放送時間
| 期間     | 期間      | 放送時間              | 放送時間              |
| 期間     | 期間      | 月曜 - 木曜           | 金曜                  |
| -------- | --------- | --------------------- | --------------------- |
| 2019.4.1 | 2020.3.30 | 17:59 - 19:00（61分） | 17:59 - 19:15（76分） |
| 2020.4.1 |           | 18:00 - 19:00（60分） | 18:00 - 19:15（75分） |
| 現在     |           | 18:00 - 19:00（60分） |                       |

## タイムテーブル
※ 2020年度は新型コロナウイルス感染症のニュースを伝えるため、オープニング後すぐにニュースになることがよくある。
- 18時00分 - オープニング
- 18時03分 - ドッチデSHOW
- 18時07分 - 日替わりコーナー1
- 18時17分 - ニュース
- 18時26分 - ドッチデSHOW途中結果発表
- 18時27分 - 日替わりコーナー2
- 18時34分 - 日替わりコーナー3
- 18時43分 - 天気予報　使われている曲は10cc  The Things We Do for Love
- 18時48分 - メッセージ紹介
- 18時52分 - とちぎかわら版
- 18時56分 - ドッチデSHOW最終結果発表～エンディング
- 18時59分 - 放送終了

※ 時刻はおおよそのもので、内容により前後する場合もある。

## 主なコーナー
- とちメシ（平日）
  - 『イブニング6Plus』から継続。栃木県内の名店の料理を毎日紹介する。映像はYouTube公式チャンネルでも配信している。
- ラ・ラ・ランキング（月曜日）
  - 様々なランキングを紹介する。コーナー名は映画「ラ・ラ・ランド」から採られている。
- “学”ビジョンとちぎ（月曜日）
  - 『イブニング6Plus』から継続。学校教育や生涯学習等に関する各種教育情報を県民にお知らせする。
- 未来アスリート（月曜日）
  - 『イブニング6Plus』「ススメ!未来のスーパーアスリート」から継続。いちご一会とちぎ国体の星を探すべく、未来のスーパーアスリートを目指す、県内の小中学生アスリート（チーム）を紹介する。
- 教えて!ジモティ（火曜日）
  - 地元の方任せのご当地自慢を紹介する。ガイドブックに載らない地域の魅力を行き当たりばったりで紹介。魅力的な場所や人、「モテ」ポイントを発見する。
- イブ6スポーツ（火曜日）
  - 『イブニング6Plus』「SPORTS+Plus」から継続。県内各プロスポーツチームからゲストを招いてトークする。
- ペットとイキイキ生活（水曜日）
  - 『イブニング6Plus』「ペットプラネット」から継続。「ペットと快適な暮らしを!」をテーマに、飼い主とペットの生活にとって必要なフードや用品を紹介する。犬・猫をはじめ、鑑賞魚・小鳥・小動物など幅広いジャンルのペット情報をお知らせする。
- ステキ生活シラベラー（水曜日）
  - シラベラー隊の隊長だいじからの指令を受けて、隊員の藤田、元田が視聴者の生活をステキにする情報を体当たりで取材する。
- ゆうどきプラス（水・木曜日・第1・3・5金曜日）
  - 『イブニング6Plus』「ゆうどき+Plus」から継続。
- 街角LIVE（水・金曜日）
- ベリー大坪のベリーキニナル!（木曜日）
  - 町中に潜む何か気になるスポットにベリー大坪が突撃取材する。
- 県政ひとくちメモ（木曜日）
  - 『イブニング6Plus』から継続。生活に役立つ身近な県政の情報を紹介する。
- あしぎんpresentsどうなっているのとちぎの経済（第4金曜日）
  - 『イブニング6Plus』より継続。県内経済を足利銀行の関係者がわかりやすく解説する。
- 地元丸見えケーブルテレビ（金曜日）
  - 『イブニング6Plus』から継続。県内のケーブルテレビから届いた情報を伝える。
- ようこそあかちゃん（金曜日）

- 和田優希のSpeciaL Time（金曜日）
  - 和田優希が出演するコーナー。近況を話したり、ロケを行ったりする。

- とちぎウェルスポ+（第1・3金曜日）
  - 障害者スポーツで活躍する人々と小さな旅をし、それぞれの競技への思いを聞く。